# L'Impasse (téléfilm)
Pour plus de détails, voir Fiche technique et Distribution.
L'Impasse est un téléfilm franco-belge réalisé par Delphine Lemoine d'après un scénario de Laurent Mondy et Olivier Lécot,, et diffusé en France le 20 septembre 2023 sur France 2.

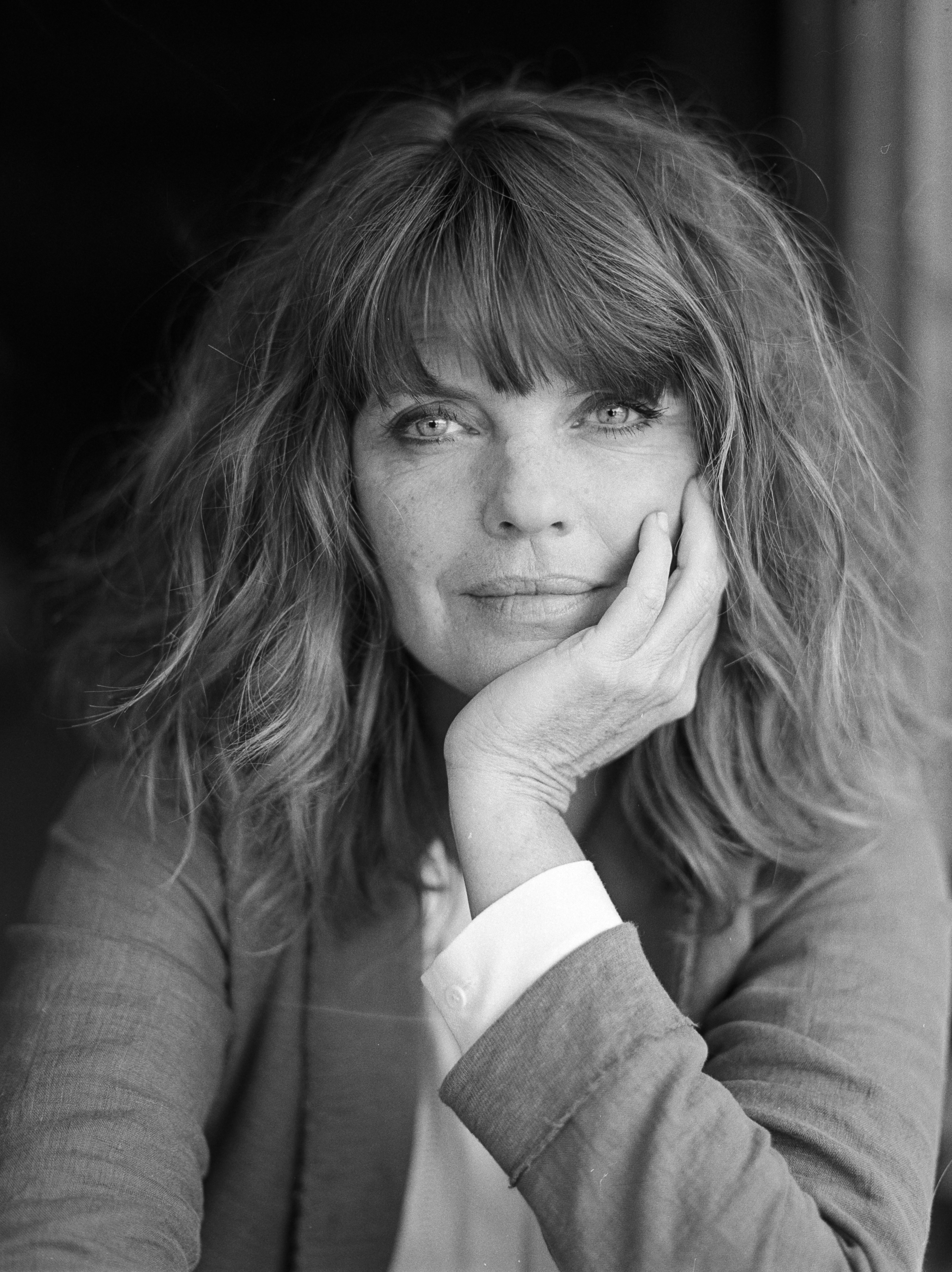
Gwendoline Hamon.

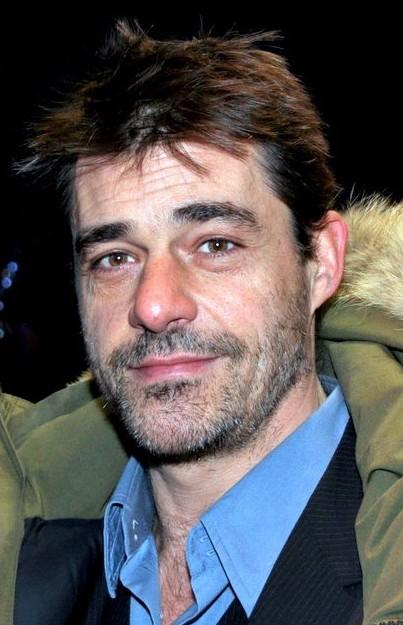
Thierry Neuvic.

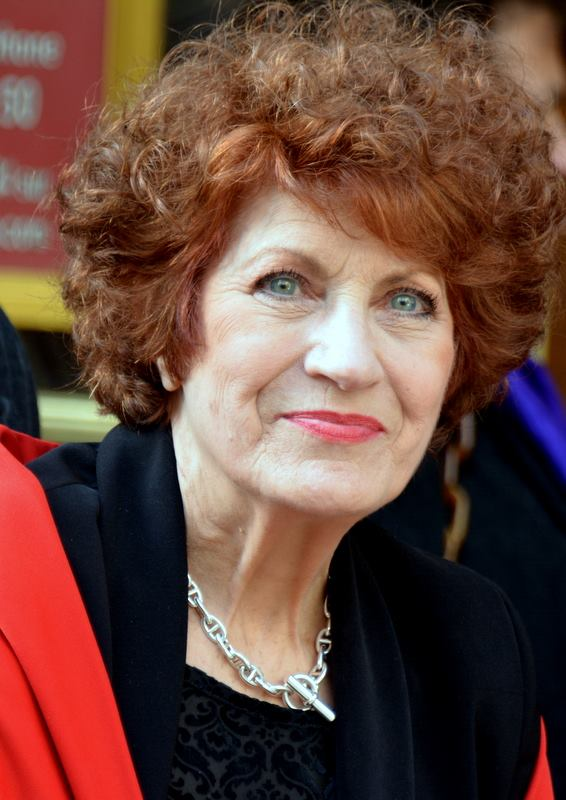
Andréa Ferréol.

Cette fiction, qui est une adaptation du roman du même nom publié par Aurélie de Gubernatis aux éditions Héloïse d'Ormesson, est une coproduction de Je Films, France Télévisions, Be-FILMS et la RTBF (télévision belge) réalisée pour France 2 avec la participation de la Radio télévision suisse (RTS) et de TV5 Monde, ainsi que le soutien de la région Provence-Alpes-Côte d'Azur,,,,.

## Synopsis
Estelle Segal, psychiatre spécialiste de l'hypnose, voit Thomas, son ancien amour de jeunesse, hospitalisé dans sa clinique à la suite d'une tentative de suicide, 25 ans après que Thomas l'a quittée sans un mot d'explication.
Une altercation avec le Dr Franck Cervin, farouche opposant à la pratique de l'hypnose, tourne au drame et se termine par la mort du médecin. Estelle et Thomas se lancent alors dans une folle cavale durant laquelle Estelle continue ses séances d'hypnose pour libérer Thomas de ses lourds secrets.

## Distribution
- Gwendoline Hamon : Estelle Segal
- Thierry Neuvic : Thomas Cassagne
- Stéphan Guérin-Tillié : David Segal, le mari d'Estelle
- Grégoire Paturel : Gabriel Segal, le fils d'Estelle
- Andréa Ferréol : Lise Neubourg, la mère de Thomas
- Pierre Deny : Richard Neubourg, le beau-père de Thomas
- Alika Del Sol : Agathe Launay, policière et amie d'Estelle
- Clara Simpson : Sandra Coste
- Philippe Cariou : Paul Fabian
- Nathan Dellemme : Dr Franck Cervin
- Avy Marciano : Joris Delcroix
- Laurent Mouton : Cyril Marguet
- Timéo Drouin : Thomas Cassagne enfant

## Production

### Genèse et développement
Séduite par le roman, Gwendoline Hamon soumet le projet d'adaptation aux deux productrices Estelle Sanson et Juliette Renaud.

### Tournage
Le tournage se déroule du 31 janvier au 28 février 2022 à Marseille et dans sa région,,.

### Fiche technique
- Titre français : L'Impasse
- Genre : Drame, thriller[8]
- Production :
- Sociétés de production : Je Films, France Télévisions, Be-FILMS, RTBF[4]
- Réalisation : Delphine Lemoine[4],[2],[3],[8]
- Scénario : Laurent Mondy et Olivier Lécot[2],[3]
- Musique : Alexandre Lessertisseur
- Décors : Ramora
- Costumes : Sophie Puig
- Photographie : Bruno Privat
- Son : Stéphane Belmudes
- Montage : Sylvie Laugier
- Maquillage : Valérie Carret
- Pays de production :  France /  Belgique[4]
- Langue originale : français[8]
- Format : couleur[8]
- Durée : 90 minutes[7]
- Date de première diffusion : 20 septembre 2023 sur France 2[3]

## Accueil

### Diffusions et audience
En France, le téléfilm, diffusé le 20 septembre 2023 sur France 2, est regardé par 3 241 000 téléspectateurs  et se classe 1er.

### Accueil critique
Pour le quotidien Le Parisien « Gwendoline Hamon livre une partition tout en nuances, oscillant entre calme et émotion face à un Thierry Neuvic que l'on découvre ici dans un autre registre ».
Pour l'hebdomadaire Télé Star, le téléfilm est « une adaptation télé plutôt prenante du roman éponyme d'Aurélie de Gubernatis ».
Lucie Reeb, du site Allociné, est critique mais nuancée : « Malgré son pitch intriguant, le scénario de L'Impasse s'essouffle très vite, et se perd dans une intrigue beaucoup trop compliquée à suivre. L'abondance de personnages, les dialogues trop explicatifs et les rebondissements tirés par les cheveux peinent à nous donner envie de regarder ce thriller psychologique jusqu'au bout. Un sentiment qui n'est pas aidé par les trop nombreuses enquêtes menées en parallèle […] Ces défauts sont cependant contrebalancés par le jeu d'acteurs de Gwendoline Hamon et Thierry Neuvic, qui forment un duo convaincant grâce à leur belle interprétation de ce couple en cavale. Le comédien excelle dans le rôle de Thomas, un personnage tout en complexité, qui a dû mal à se défaire du traumatisme lié à la mort de son père. En somme, grâce à son dénouement surprenant, L'Impasse devrait plaire aux amateurs du genre ».